# Pokol pri Porčinju
Pokol pri Porčinju (italijansko Eccidio di Porzûs, furlansko Ecidi di Purçûs) je dogodek pri katerem je skupina partizanov - večinoma gapistov, pripadnikov Italijanske komunistične partije, med 7. in 18. februarjem 1945 ubila sedemnajst partizanov (vključno z žensko, njihovo nekdanjo ujetnico) iz brigad »Osoppo«, katoliških in sekularno-socialistično usmerjenih formacij. Dogodek, ki velja za enega najbolj tragičnih in spornih v italijanskem odporniškem gibanju, je bil in je še vedno vir številnih polemik glede pobudnikov pokola in njegovih motivov. Dogodki, povezani s Porčinjem, so v letih, ko so se zgodili, presegli lokalni kontekst in postali del širše zgodovinopisne, publicistične in politične razprave o naravi ter neposrednih in prihodnjih ciljih IKP v tistih letih, pa tudi o njenih odnosih z jugoslovanskimi komunisti in Sovjetsko zvezo.